# Боралдай (приток Арыса)
Боралдай — река в Казахстане, протекает по территории Туркестанской области. Правый приток Арыса.

## География
Река Боралдай берёт начало на склонах хребта Боралдайтау неподалёку от села Кольтоган (Алексеевка) Жамбылской области. Течёт на запад. Впадает в Арыс около села Чубар Туркестанской области. Длина реки составляет 130 км, площадь водосборного бассейна — 1760 км².
В горной долине реки произрастают дикие плодовые деревья (яблони, боярышник, дикие ягоды и т. д.). В низовьях ширина долины реки составляет от 1 до 4 км. Питание снеговое, дождевое и грунтовыми водами. Среднемноголетний расход воды у села Боралдай составляет 10,5 м³/с. Минерализация 0,2-0,4 г/л. Местные жители используют воду реки для питья и сельскохозяйственных нужд. Воды реки используют более 10 оросительных каналов. В Боралдайском ущелье найдена железная руда. На берегу реки находятся Боралдайские петроглифы.
Основной правый приток — река Кошкарата.